# W. E. Butler
Walter Ernest Butler (1898-1978), más conocido como W. E. Butler, fue un famoso escritor ocultista y esoterista británico. Sus primeros estudios místicos le fueron impartidos por Robert King, obispo de la Iglesia Católica Liberal, quien le formó como médium. Más tarde, Butler se convirtió en sacerdote de la Iglesia Católica Liberal. Durante su estancia en la India, estudió con místicos indios y entró en contacto con la mística teosófica Annie Besant, quien educadamente le rechazó como discípulo. Volvió a Inglaterra y en 1925 se incorporó a la Sociedad de la Luz Interior de Dion Fortune, donde siguió formándose y participando hasta más o menos el final de la Segunda Guerra Mundial.
En 1962 conoció a Gareth Knight, con quien empezó a desarrollar un curso de correspondencia sobre Cábala para Helios Books. En esa época había vuelto a la Sociedad de la Luz Interior, donde conoció a Michael Nowicki y Dolores Ashcroft-Nowicki. Hacia 1973, el Curso Helios de Cábala Práctica había crecido en popularidad y fue el germen de la creación de Servants of the Light, con Ernest como Director de Estudios. Permaneció en este puesto hasta poco antes de su muerte, recayendo entonces esta responsabilidad en Dolores Ashcroft-Nowicki.